# امانوئل کلمنت
امانوئل کلمنت (انگلیسی: Emmanuel Clément؛ زادهٔ ۱۵ اکتبر ۱۹۷۱) بازیکن فوتبال اهل فرانسه است.
از باشگاه‌هایی که در آن بازی کرده‌است می‌توان به باشگاه فوتبال متس، باشگاه ورزشی آمیان، و باشگاه فوتبال استاد رنس اشاره کرد.